# Kaiya brindabella
Espèce
Synonymes
- Gradungula brindabella Moran, 1985

Kaiya brindabella est une espèce d'araignées aranéomorphes de la famille des Gradungulidae.

## Distribution
Cette espèce est endémique du Territoire de la capitale australienne en Australie. Elle se rencontre dans les monts Brindabella.

## Description
La carapace du mâle holotype mesure 6,8 mm de long sur 5,0 mm et l'abdomen 6,7 mm de long sur 4,5 mm et la carapace de la femelle paratype mesure 6,5 mm de long sur 4,5 mm et l'abdomen 8,9 mm de long sur 6,8 mm.

## Systématique et taxinomie
Cette espèce a été décrite sous le protonyme Gradungula brindabella par Moran en 1985. Elle est placée dans le genre Kaiya par Forster, Platnick et Gray en 1987.

## Étymologie
Son nom d'espèce lui a été donné en référence au lieu de sa découverte, les monts Brindabella.

## Publication originale
- Moran, 1985 : « Gradungula brindabella (Araneae: Gradungulidae), a new species of hypochiloid spider from eastern Australia. » Bulletin of the British Arachnological Society, vol. 6, no 7, p. 304-308.